# Litván Középpárt
A Középpárt (litvánul Centro partija) egy euroszkeptikus, centrista párt Litvániában. A pártot 2003-ban alapították meg, jelenlegi székháza Vilniusban van. A párt elnöke Naglis Puteikis.
A párt ifjúsági tagozata a Fiatal Centristák elnevezésű szervezet.

## Választási eredmények
| Választás éve | Szavazatok száma | Szavazatok aránya | Mandátumok száma | Parlamenti státusz |
| ------------- | ---------------- | ----------------- | ---------------- | ------------------ |
| 2004          | -                | -                 | 0                | nem indult         |
| 2008          | 8669             | 0,70%             | 0                | nem jutott be      |
| 2012          | -                | -                 | 0                | nem indult         |
| 2016*         | 77 114           | 6,32%             | 1                | ellenzék           |
| 2020**        | 26 767           | 2,36%             | 0                | nem jutott be      |

* - az Antikorrupt Koalíció eredménye, melynek része volt a Középpárt is
** - a Litván Nemzeti Szövetséggel közös listán
| Választás éve | Szavazatok száma | Szavazatok aránya | Mandátumok száma |
| ------------- | ---------------- | ----------------- | ---------------- |
| 2004          | 3663             | 0,30%             | 0                |
| 2009          | 17 004           | 3,01%             | 0                |
| 2014          | nem indult       | nem indult        | 0                |
| 2019          | 64 091           | 5,13%             | 0                |

## Honlap
- www.centropartija.lt Archiválva 2009. április 14-i dátummal a Wayback Machine-ben